# Aphthonoides vietnamicus
Aphthonoides vietnamicus es un coleóptero de la familia Chrysomelidae.
Fue descrita científicamente por primera vez en 2005 por Doeberl.